# Estadística direccional

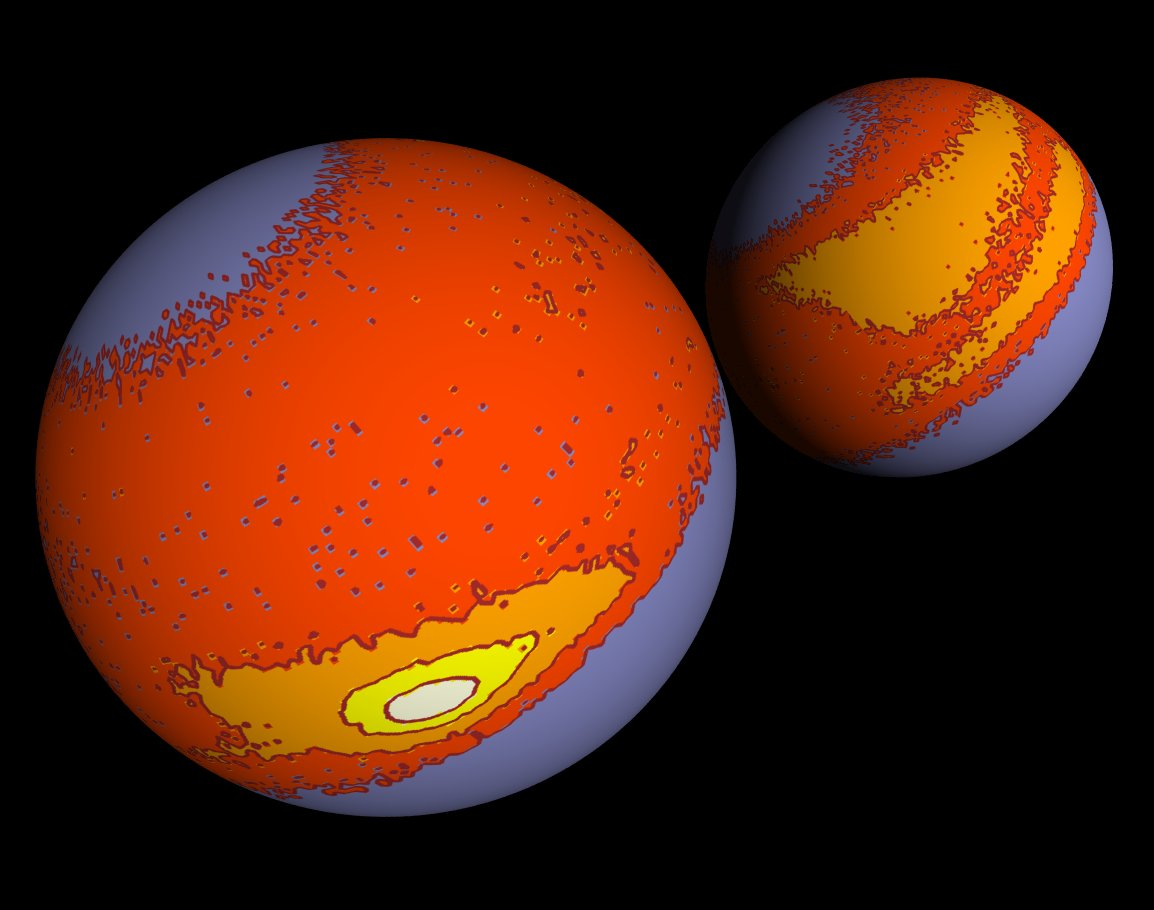
La forma global d'una proteïna es pot parametritzar com una seqüència de punts a l'esfera unitat. Es mostren dues vistes de l'histograma esfèric d'aquests punts per a una gran col·lecció d'estructures de proteïnes. El tractament estadístic d'aquestes dades està en l'àmbit de l'estadística direccional.

L'estadística direccional (també estadística circular o estadística esfèrica) és la subdisciplina de l'estadística que s'ocupa de les direccions (vectors unitaris en l'espai euclidià, Rn), eixos (regícies per l'origen en Rn) o rotacions en Rn. De manera més general, l'estadística direccional tracta d'observacions sobre varietats compactes de Riemann, inclosa la varietat de Stiefel.
El fet que 0 graus i 360 graus siguin angles idèntics, de manera que, per exemple, 180 graus no és una mitjana sensata de 2 graus i 358 graus, proporciona una il·lustració que calen mètodes estadístics especials per a l'anàlisi d'alguns tipus de dades (en aquest cas). cas, dades angulars). Altres exemples de dades que es poden considerar direccionals inclouen les estadístiques que impliquen períodes temporals (per exemple, hora del dia, setmana, mes, any, etc.), direccions de la brúixola, angles diedrics en molècules, orientacions, rotacions, etc.

## Distribucions circulars
Qualsevol funció de densitat de probabilitat (pdf) {\displaystyle \ p(x)} a la línia es pot "embolicar" al voltant de la circumferència d'un cercle de radi unitat. És a dir, el pdf de la variable embolicada{\displaystyle \theta =x_{w}=x{\bmod {2}}\pi \ \ \in (-\pi ,\pi ]}és
{\displaystyle p_{w}(\theta )=\sum _{k=-\infty }^{\infty }{p(\theta +2\pi k)}.}Aquest concepte es pot estendre al context multivariant mitjançant una extensió de la suma simple a un nombre de {\displaystyle F} sumes que cobreixen totes les dimensions de l'espai de característiques:{\displaystyle p_{w}({\boldsymbol {\theta }})=\sum _{k_{1}=-\infty }^{\infty }\cdots \sum _{k_{F}=-\infty }^{\infty }{p({\boldsymbol {\theta }}+2\pi k_{1}\mathbf {e} _{1}+\dots +2\pi k_{F}\mathbf {e} _{F})}}on {\displaystyle \mathbf {e} _{k}=(0,\dots ,0,1,0,\dots ,0)^{\mathsf {T}}} és el {\displaystyle k} -è vector base euclidiana.
Les seccions següents mostren algunes distribucions circulars rellevants.